# Helen Sharman
Helen Patricia Sharman CMG OBE (ur. 30 maja 1963 w Sheffield) – brytyjska chemik, pierwsza brytyjska astronautka, popularyzatorka nauki. W 1991 roku poleciała w ośmiodniową misję na radziecką stację kosmiczną Mir w ramach „Projektu Juno” – sfinansowanego z prywatnych środków brytyjsko-radzieckiego przedsięwzięcia, bez jakiegokolwiek wsparcia ze strony rządu Wielkiej Brytanii. Była pierwszą kobietą w kosmosie spoza ZSRR i USA i jedną z najmłodszych osób, które odbyły lot kosmiczny (tylko trzech radzieckich kosmonautów i jedna kosmonautka, Walentina Tierieszkowa, było od niej młodszych w chwili startu).
Pierwszym „oficjalnym” brytyjskim astronautą został major Timothy Peake dopiero w grudniu 2015 roku. Poleciał on na Międzynarodową Stację Kosmiczną jako astronauta Europejskiej Agencji Kosmicznej (ESA). W międzyczasie jednak pięciu innych astronautów urodzonych w Wielkiej Brytanii, lecz posiadających amerykańskie obywatelstwo, odbyło swoje loty kosmiczne (Michael Foale, Piers Sellers, Nicholas Patrick, Gregory H. Johnson i Richard Garriott).

## Wczesne lata życia
Helen Sharman urodziła się w Grenoside – dzielnicy na przedmieściach Sheffield. Szkołę podstawową i średnią ukończyła w Sheffield. W 1984 roku uzyskała licencjat z chemii na University of Sheffield, a później doktorat w Birkbeck College. Początkowo pracowała jako inżynier w firmie GEC w Londynie, a później jako technolog badawczy w Mars Confectionery, gdzie zajmowała się między innymi badaniem chemicznych i fizycznych właściwości czekolad.

## Projekt Juno
W latach 80. radziecka agencja kosmiczna rozpoczęła w celach komercyjnych sprzedaż obywatelom innych krajów pojedynczych miejsc na statkach Sojuz lecących na stację orbitalną Mir. Brytyjskie władze postanowiły jednak nie tracić pieniędzy podatników na lot swojego pierwszego obywatela w kosmos. W tej sytuacji wysłania pierwszego Brytyjczyka na orbitę podjął się sektor prywatny, fundując tzw. „Projekt Juno”. Cena jaką należało zapłacić za przygotowania i lot stronie radzieckiej wynosiła około 11,2 miliona dolarów.
W czerwcu 1989 roku Sharman, wracając samochodem z pracy w zakładach korporacji Mars w Slough, usłyszała w radiu reklamę, w której zachęcano do zostania pierwszym brytyjskim kosmonautą w ufundowanym z prywatnych środków brytyjsko-radzieckim przedsięwzięciu. Doświadczenie nie było potrzebne, do wymagań należały jedynie: obywatelstwo brytyjskie, wiek 21–40 lat, powiązania zawodowe z nauką, zdolność do nauki języków obcych i dobra kondycja fizyczna. Sharman zgłosiła swoją kandydaturę, w rywalizacji pokonała 13 tysięcy osób i dostała się do finałowej czwórki kandydatów. Po tygodniach wyczerpujących testów fizycznych i psychologicznych 25 listopada 1989 ogłoszono, że kandydatami na astronautę zostają Sharman oraz major Timothy Mace – pilot sił powietrznych, specjalista od skoków spadochronowych. Zostali oni wysłani na 18-miesięczne szkolenie do Centrum Wyszkolenia Kosmonautów im. J. Gagarina w Gwiezdnym Miasteczku pod Moskwą.
Mimo obiecujących początków „Projekt Juno” omal nie zakończył się klęską, m.in. zdołano przyciągnąć tylko trzech sponsorów i przygotowano zaledwie jeden brytyjski eksperyment naukowy. Rosjanie postanowili jednak wyłożyć brakującą kwotę i misja mogła dojść do skutku. Po ukończeniu treningu w Gwiezdnym Miasteczku do lotu wyznaczono Sharman.

## Lot w kosmos

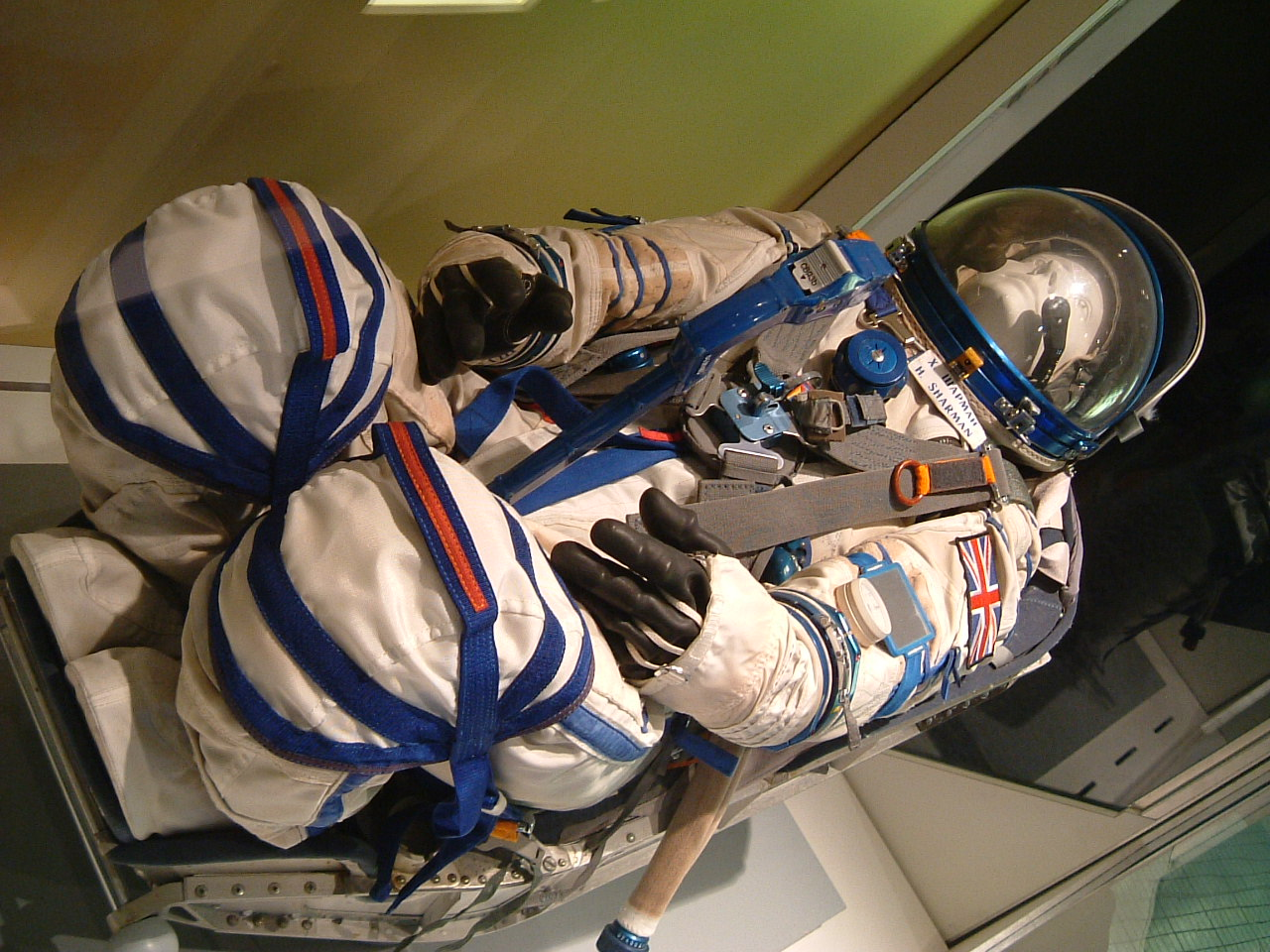
Skafander kosmiczny, który nosiła Sharman w trakcie swojej misji kosmicznej, na wystawie w Narodowym Centrum Kosmicznym w Leicester

18 maja 1991 27-letnia wówczas Helen Sharman wystartowała z kosmodromu Bajkonur na pokładzie statku Sojuz TM-12 wraz z dwoma radzieckimi kosmonautami – Anatolijem Arcebarskim i Siergiejem Krikalowem. 20 maja statek Sojuz zacumował do kompleksu Mir, gdzie kosmonauci zostali przywitani przez obecną tam załogę poprzedniej misji. Na stacji orbitalnej Sharman wraz z pozostałymi członkami załogi prowadziła eksperymenty naukowe, głównie biologiczne (m.in. z nasionami bratków), w czym pomocna okazała się jej znajomość chemii. Kosmonautka prowadziła także badania nad wysokotemperaturowymi nadprzewodnikami. Połączyła się też drogą radiową z dziewięcioma brytyjskimi szkołami. Skarżyła się na trudności ze znalezieniem sprzętu na pokładzie stacji – jej wnętrze było o wiele bardziej zapełnione niż wnętrza instalacji szkoleniowej w Gwiezdnym Miasteczku.
Cała misja trwała niecałe 8 dni, a Sharman powróciła na Ziemię 26 maja 1991 statkiem Sojuz TM-11 z Wiktorem Afanasjewem i Musą Manarowem.
| Lot kosmiczny, w którym uczestniczyła Helen Sharman           | Lot kosmiczny, w którym uczestniczyła Helen Sharman | Lot kosmiczny, w którym uczestniczyła Helen Sharman | Lot kosmiczny, w którym uczestniczyła Helen Sharman | Lot kosmiczny, w którym uczestniczyła Helen Sharman | Lot kosmiczny, w którym uczestniczyła Helen Sharman | Lot kosmiczny, w którym uczestniczyła Helen Sharman |
| Nr                                                            | Data startu                                         | Statek kosmiczny                                    | Data lądowania                                      | Statek kosmiczny                                    | Funkcja                                             | Czas trwania                                        |
| ------------------------------------------------------------- | --------------------------------------------------- | --------------------------------------------------- | --------------------------------------------------- | --------------------------------------------------- | --------------------------------------------------- | --------------------------------------------------- |
| 1                                                             | 18 maja 1991 12:50 UTC                              | Sojuz TM-12                                         | 26 maja 1991 10:03 UTC                              | Sojuz TM-11                                         | kosmonauta-badacz                                   | 7 dni, 21 godzin i 13 minut                         |
| Łączny czas spędzony w kosmosie — 7 dni, 21 godzin i 13 minut |                                                     |                                                     |                                                     |                                                     |                                                     |                                                     |

## Dalsze losy
Sharman nie poleciała już więcej w kosmos, choć była jednym z trzech brytyjskich kandydatów w naborze prowadzonym przez ESA w 1992 roku. Także w 1998 roku próbowała jeszcze dostać się do oddziału astronautów ESA, lecz znów bez powodzenia.
Kontynuowała pracę jako naukowiec i została jednym z czołowych brytyjskich „ambasadorów” nauki, udzielając wykładów na całym świecie. W 1991 zapalała znicz olimpijski na Letniej Uniwersjadzie w rodzinnym Sheffield. Występowała także w wielu programach naukowych w radiu i telewizji. Później wycofała się jednak na wiele lat z działalności publicznej. Od około 2011 pracowała w National Physical Laboratory w Londynie, a później w Kingston University. Obecnie (2016) pracuje jako kierownik do spraw operacyjnych na wydziale chemii Imperial College London.
Napisała dwie książki: autobiografię Seize the Moment oraz książkę popularnonaukową dla dzieci The Space Place.

## Nagrody i wyróżnienia
Jest członkiem licznych organizacji naukowych takich jak Royal Society of Chemistry, Royal Aeronautical Society, Brytyjskie Towarzystwo Międzyplanetarne, Królewskie Towarzystwo Geograficzne. Posiada tytuły honorowe wielu brytyjskich uczelni.
- Order Przyjaźni Narodów (ZSRR)[15]
- Officer Orderu Imperium Brytyjskiego – 1993[16][10][15]
- honorowe członkostwo brytyjskiego Królewskiego Towarzystwa Chemicznego – 1993
- Medal „Za zasługi w podboju kosmosu” (Rosja)[17] – 2011
- Companion Orderu św. Michała i św. Jerzego – 2018[18][15]
- Universal Astronaut Insignia za lot orbitalny (nr 249) – Stowarzyszenie Uczestników Lotów Kosmicznych (Association of Space Explorers(inne języki))[19]